# Reppener Kugelkäfer

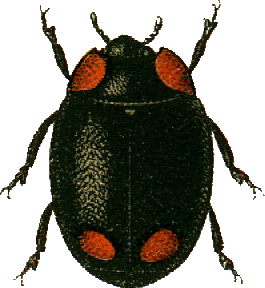
Illustration

Der Reppener Kugelkäfer (Hyperaspis reppensis), auch als Spitzenfleckiger Kurzhorn-Marienkäfer bekannt, ist ein Käfer aus der Familie der Marienkäfer.

## Merkmale
Der Reppener Kugelkäfer besitzt eine Länge von 3–4 mm. Die schwarzen Flügeldecken sind breit oval und besitzen einen orangefarbenen Fleck am hinteren Ende. Manche Exemplare tragen zusätzlich einen orangen Schulterfleck. Der seitliche Seitenrand des schwarzen Halsschilds ist breit orange gefärbt. Der vordere Seitenrand kann ebenfalls orange gefärbt sein. Die Männchen besitzen einen gelb-orangen Kopf, während dieser bei den Weibchen schwarz ist. Eine ähnliche Art ist Hyperaspis campestris. Bei dieser Art befindet sich der Punkt auf den Flügeldecken nicht am hinteren Ende, sondern etwas weiter vorne.

## Vorkommen
Die Art ist in Europa weit verbreitet. Ihr Vorkommen reicht im Norden bis nach Südnorwegen, Mittelschweden und Mittelfinnland. Auf den Britischen Inseln kommt die Art lokal vor. Im Süden reicht ihr Vorkommen bis nach Nordafrika, im Osten über Kleinasien in den Kaukasus, nach Syrien und in den Iran.

## Lebensweise
Die adulten Käfer beobachtet man ab April. Die wärmeliebende Art bevorzugt als Lebensraum sonnenexponierte trockene Standorte, insbesondere Trockenrasen und Waldränder. Man findet die Käfer meist auf krautigen Pflanzen und an Gräsern sowie an Besenginster. Als Nahrung der Larven und adulten Käfer werden  Schildläuse (Coccoidea) und Röhrenblattläuse (Aphididae) genannt.